# Arrunt (fill de Tarquini)
Arrunt (en llatí: Aruns) era fill de Tarquini el Superb. Va anar amb Juni Brut per consultar l'oracle de Delfos i després de l'expulsió dels Tarquins va morir en combat contra el mateix Brut a la batalla de Silva Àrsia.